# ويليام عياش
ويليام عياش (10 يناير 1961

 في الجزائر)، لاعب كرة قدم فرنسي الجنسية جزائري المولد معتزل كان يجيد اللعب في خط الدفاع.

## المسار الرياضي

### المحلي
لعب عياش في أندية نانت (1979-1986) باريس سان جيرمان (1986-1987) مرسيليا (1987-1988) نانت مجددا (1988-1989) بوردو (1989) مونبلييه (1990) نيس (1990) مرسيليا مجددا (1991) نيم (1991-1992) كان (1992-1993) .
ساهم عياش في تتويج نادي نانت ببطولة دوري الدرجة الأولى موسمي 1979/1980 و1982/1983 .

### الدولي
شارك عياش مع منتخب فرنسا في مسابقة كرة القدم بدورة الألعاب الأولمبية التي أقيمت في لوس أنجلوس بالولايات المتحدة 1984 حيث ساهم في إحراز الميدالية الذهبية كما شارك في بطولة كأس العالم لكرة القدم 1986 التي أقيمت في المكسيك حيث ساهم في احتلال منتخب بلاده المركز الثالث .
بشكل عام فإن عياش شارك في 20 مباراة دولية من دون أن ينجح في تسجيل أي هدف في الفترة من 1983 إلى 1988 .

## روابط خارجية
- ويليام عياش على موقع الاتحاد الدولي (مؤرشف)  (الإنجليزية)
- ويليام عياش على موقع قاعدة بيانات كرة القدم.إي يو (الإنجليزية)
- ويليام عياش على موقع ليكيب (الفرنسية)
- ويليام عياش على موقع ناشيونال فوتبول تيمز (الإنجليزية)
- ويليام عياش على موقع عالم كرة القدم.نت (الإنجليزية)
- ويليام عياش على موقع أوليمبيديا (الإنجليزية)